# 半径

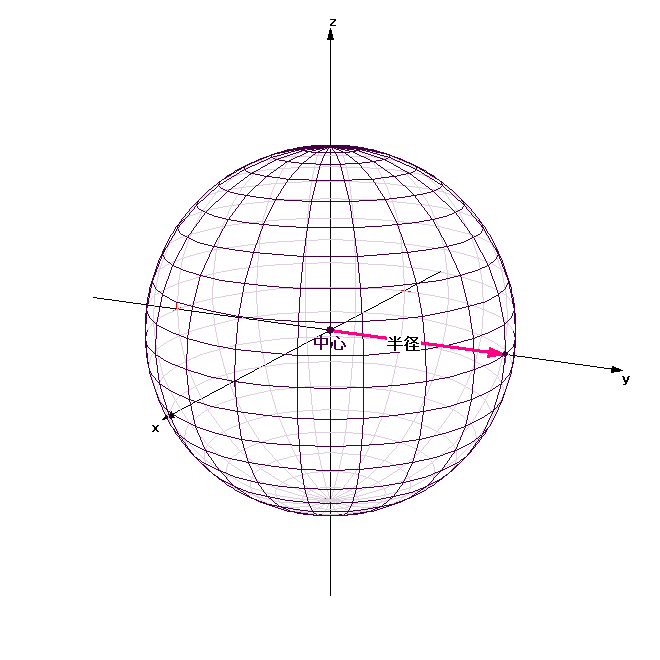
球の半径

円の周囲 C(黒); 直径 D(水); 半径 R(赤); 中心（原点）O(紫)

古典的な幾何学では円や球の半径 (英: radius) は、その中心から周囲へ渡した任意の線分や、その長さである。
これは「光線」や「輻」を意味するラテン語: radius に由来し、一点からあらゆる方向へ放射状に延びる線分（あるいは半直線 (ray)）を表している。

## 概要
半径を文字で置くときは radius の頭文字をとった省略形の r とするのが典型的である。この省略形は1569年にピエール・ラムスが初めて使用した。
半径を二倍に延長して直径の大きさ d を得る。つまり、{\displaystyle d:=2r\qquad (\implies r={\frac {d}{2}})} の関係がある。周長（円周の長さ）C の円の半径は {\textstyle r={\frac {C}{2\pi }}} で求められる。
正多角形に対しては、単にその半径 (radius) と言った場合には外半径（外接円の半径）の意味である。正多角形の内半径（内接円の半径）は辺心距離と言う。
中心を持たない幾何学的対象の場合には、最小包含半径（「最小包含円」や「最小包含球」の半径）という意味で単に「半径」(radius) ということもある。この場合の「半径」は（直径を通例の如くその図形の任意の二点間の距離の最大値として定義するならば）直径の半分よりも大きくなり得る。
図形の内半径 (inradius) はふつうその図形に含まれる円（または球）の最大半径の意味であるが、日常語として輪っか (ring) や筒 (tube) などの中空物体の内半径 (inner radius) は、その空洞部分の半径の意味で用いる。
グラフ理論においてグラフの半径 (radius) は、グラフの各頂点 u から測ったほかの頂点までの最大距離の u を任意の頂点を亙って動かしたときの最小値と定義される。

## 半径公式
様々な図形に対し、半径は矛盾なく定義できて、その図形の他の部分の測度と何らかの関係性を持つ。

### 円
面積が A であるような円の半径は {\displaystyle r={\sqrt {\frac {A}{\pi }}}} で求まる。
同一直線上にない三点 P1, P2, P3 を通る円の半径は {\displaystyle r={\frac {|{\vec {OP_{1}}}-{\vec {OP_{3}}}|}{2\sin \theta }}\qquad (\theta =\angle P_{1}P_{2}P_{3})} で与えられる。この公式は正弦定理に用いられる。
さらに、三点の座標が具体的に (x1, y1), (x2, y2), (x3,y3) と与えられているならば、上式は {\displaystyle r={\frac {\sqrt {[(x_{2}-x_{1})^{2}+(y_{2}-y_{1})^{2}][(x_{2}-x_{3})^{2}+(y_{2}-y_{3})^{2}][(x_{3}-x_{1})^{2}+(y_{3}-y_{1})^{2}]}}{2|x_{1}y_{2}+x_{2}y_{3}+x_{3}y_{1}-x_{1}y_{3}-x_{2}y_{1}-x_{3}y_{2}|}}} の形になる。

### 正多角形
一辺の長さ s の正 n-角形の半径 r は {\displaystyle r=R_{n}s\qquad {\Bigl (}R_{n}:={\frac {1}{2\sin({\frac {\pi }{n}})}}{\Bigr )}} で与えられる（小さい n に対する Rn の値を右の表にまとめておく）。
s = 1 のときには、Rn それ自身が対応する正 n-角形の半径を与えている。

### 超立方体
d-次元超立方体の一辺の長さが s ならば、その半径は {\displaystyle r={\frac {s}{2}}{\sqrt {d}}} を満たす。

## 座標系の動径
特別に固定された一点から放射状に走る半直線という意味での radius は動径と呼ばれ、平面や三次元空間あるいはより一般の空間において、いくつかの座標系の構成成分の一つになる。例えば、動径成分が一定であるような点の軌跡は、円や球面を掃く。

### 極座標系
極座標系は、平面上の各点が特別に固定された点からの距離と特別に固定された方向から測った角度によって決定される、二次元の座標系である。（直交座標系における原点に対応する）固定された点はこの座標系の極 (pole) と言い、固定された方向へ極から出る半直線を極線 (polar axis; 極軸), 原線 (primitive axis) または始線 (initial axis) という。極からの距離を動径座標 (radial coordinate) あるいは動径 (radius) などと呼び、極線から測った角を偏角座標 (angular coordinate)、極角 (polar angle) あるいは方位角 (azimuth) などと呼ぶ。

### 円筒座標系
円筒座標系では、基準となる固定された軸とその軸に直交する基準平面が存在する。この座標系の「原点」は基準軸と基準面との交点を言い、三つの座標成分すべてを零としたときの点として指定することができる。
基準面上では原点を極とする極座標系が入っており、その極座標系に関する極線が基準面上にあるから、基準面に直交する基準軸はそれと区別するために、円筒軸 (cylindrical axis) や緯線軸 (longitudinal axis) などと呼ぶが、基準面を水平面と考えるときには縦軸、基準面を垂直面と考えるときには横軸や前後軸のようにも呼び、名称は様々である。
円筒軸からの距離を動径距離 (radial distance) や動径 (radius) と言い、円筒軸回りの偏角座標をしばしば角度位置 (angular position) や方位角 (azimuth) と呼ぶ。考えている点を通り基準面に平行な平面上で、動径と方位角は二次元の極座標系を定めるから、動径成分と方位角成分を併せて「極座標成分」(polar coordinates) と呼ぶ。残る第三の成分は、緯度 (longitudinal position) や軸位置 (axial position.) などと呼ばれ、あるいは基準面を水平面と見たときには高さ (height) や高度 (altitude) などとも呼ぶ。

### 球面座標系
球面座標系では、動径の大きさは固定された原点からの距離を記述するものになる。この座標系での点の位置は、動径成分以外に、固定された天頂方向 (zenith direction) から動径方向へ測った極角である天頂角 (zenith angle) と、原点を通り天頂方向に直交する基準平面上への動径方向の直交射影と基準平面上の基準方向の成す角である方位角 (azimuth angle) で決まる。